# Gedenkstätte Nordenstadt

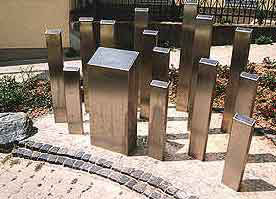
Mahnmal Nordenstadt

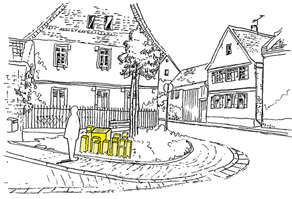
Skizze Mahnmal Nordenstadt

Die Gedenkstätte Nordenstadt zur Erinnerung an die ermordeten Nordenstadter Juden wurde 1994 vor dem früheren Rathaus eingeweiht. Dies ist der Ort, von dem aus die Deportation der Juden aus Nordenstadt erfolgte. Auf der Grünfläche an der Ecke Heerstraße/Stolberger Straße gestaltete der Künstler Marc van den Broek 15 verschieden hohe Metallstelen, von denen 14 jeweils die handgeschriebenen Namen der Opfer des Holocaust auf einer Messingplatte tragen. Eine der Stelen trägt die Inschrift: „Am 10. Juni und am 28. August 1942 wurden die Nordenstadter Juden von hier in die Vernichtungslager deportiert. Wehret den Anfängen!“